# Sabino Bilbao
Sabino Bilbao Líbano (Leioa, 11 de dezembro de 1897 - 20 de janeiro de 1983) foi um futebolista profissional espanhol, medalhista olímpico.
Sabino representou seu país nos Jogos Olímpicos de 1920, na Antuérpia, ganhando a medalha de prata.